# Felsritzungen von Sporanes

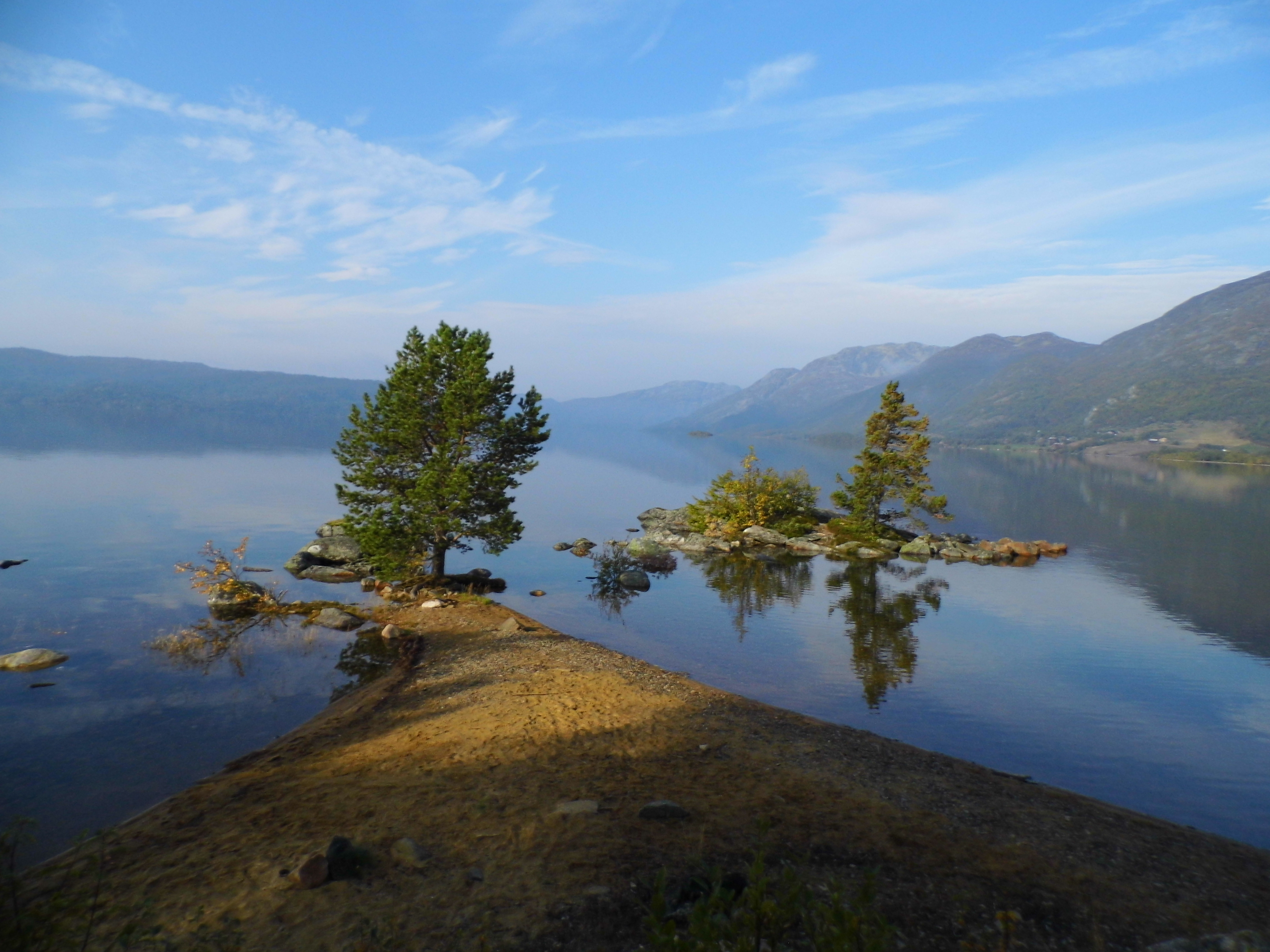
Sporaneset, teilweise überschwemmt

Die Felsritzungen von Sporanes liegen auf einer Landzunge am Totaksee in Rauland im Fylke Telemark in Norwegen. In Norwegen sind fast 1.900 Felder mit Felsritzungen mit mehr als 30.000 Zeichen bekannt. Nur vier liegen in der Kommune Vinje. Die Felsritzungen von Sporanes bestehen aus fast 60 Zeichen. Die Symbolik bezieht sich auf einen großen Teil der Vorgeschichte und ist eine wichtige Quelle des Wissens über die Gesellschaften. Die Schnitzereien sind Ausdruck der menschlichen Denkweise.

## Zeitstellungen

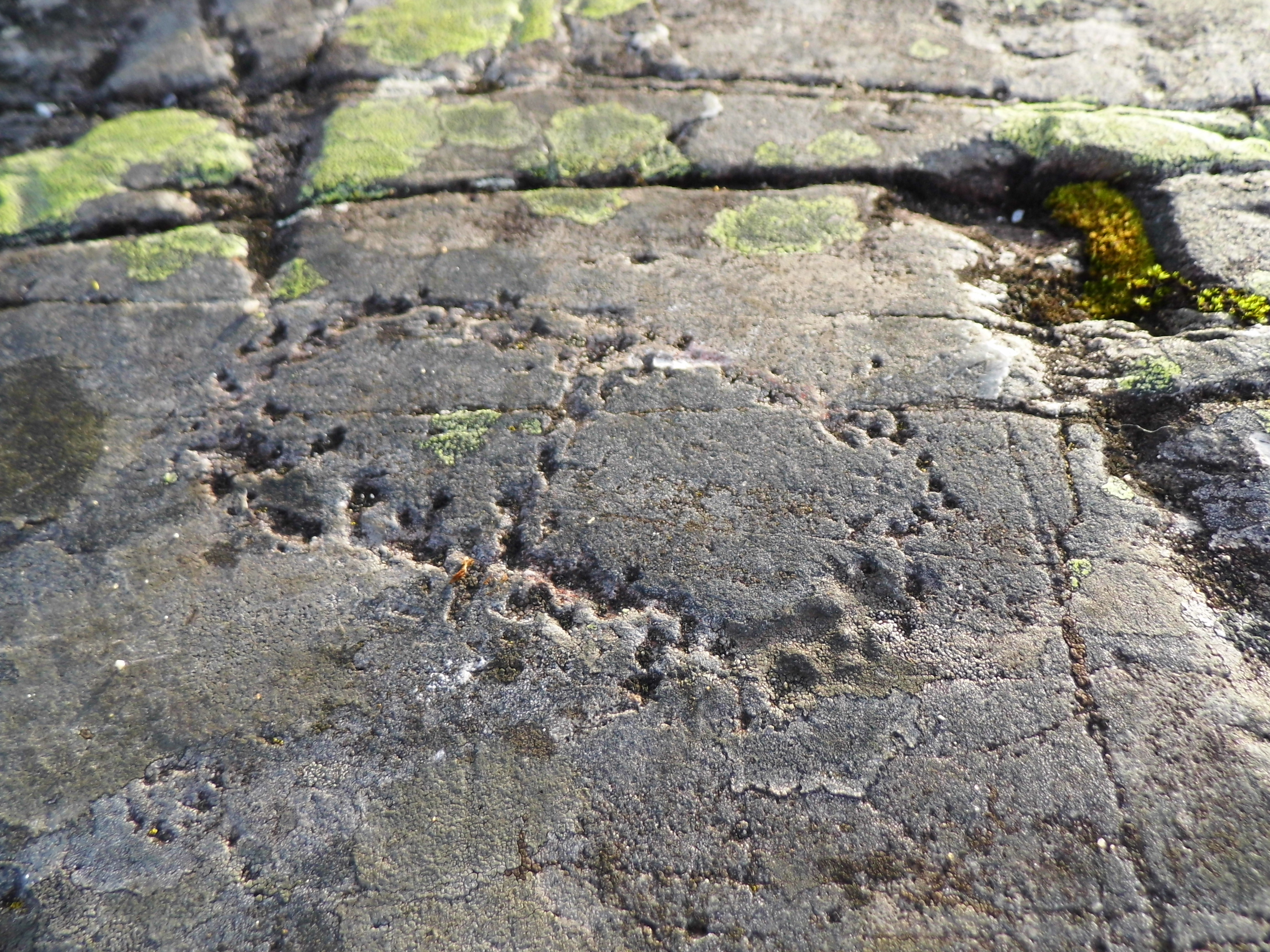
Sporaneset, Fußsohle

Die Archäologen unterscheiden zwischen Ritzungen der Jäger und Sammler und solchen der Ackerbauern. Die Ritzungen von Sporanes, dem größten Feld in Rauland, unterscheiden sich von anderen in der Region durch die Existenz beider Stilarten auf dem gleichen Felsaufschluss.
Die Felsritzungen der Jäger datieren in die Stein- und frühe Bronzezeit (etwa 7000–1500 v. Chr.) und sind über weite Teile des Landes verteilt, das zunächst nur von Jägern und Sammlern bewohnt war. Die Motive beziehen sich auf eine Gesellschaft, in der Jagd und Fallenstellerei im Mittelpunkt standen. Tiere sowie Jagd- und Fischereiszenen entstammen dieser Tradition. Zwei gatterähnliche Zeichen zwischen den als Elche oder Rentiere interpretierten Bildern sind als Fallgruben  gedeutet worden.
Landwirtschaftliche Felsritzungen (norwegisch jordbruksristningene) stammen aus der Bronzezeit (1800–500 v. Chr.). Hier ist ein zweiter Themenkreis dargestellt. Landwirtschaftliche Zeichen sind Boote, geometrische Formen, Menschen, Pferde und landwirtschaftliche Geräte. Derartige Ritzungen kommen vor allem in Grenland, Østfold, Rogaland und Trøndelag vor.
Das dominierende Motiv von Sporanes sind Fußsohlen (norwegisch fotsåle) in unterschiedlicher Größe und Form. Sie sind ein häufiges Motiv in der nordischen Felskunst, aber hier sind es so viele, dass sie dem Feld ihre Namen (norweg. für Spuren) gaben. Es gibt einige menschliche Figuren, mehrere Kreise, ein Radkreuz und ein Schiff.